# Sói British Columbia
Chó sói British Columbia (Canis lupus columbianus) là một phân loài sói xám phân bố ở Đảo Vancouver, British Columbia, và Quần đảo Alexander ở đông nam Alaska. Nó sống ở vùng ven biển và rừng mưa ôn đới.

## Phân loại
Sói British Columbia đầu tiên được phân loại là một phân loài riêng biệt vào năm 1941 bởi Edward Goldman, người đã mô tả mẫu vật mình thu được là to với một hộp sọ gần giống với sói Yukon (C. l. pambasileus), và lông thường có màu quế. Phân loài này được công nhận là phân loài của sói xám trong cơ quan phân loại loài động vật có vú của thế giới (2005).